# 金榮澈
金榮澈（：／ Gim yeong cheol，1974年6月23日—），韓國喜劇演員、主持人，常被音譯作「金永哲」。代表性的節目有MBC的真正的男人和JTBC的認識的哥哥等。曾經出演過韓國著名的綜藝節目無限挑戰，并在节目中表現出與眾不同的個性和流利的英文。他也曾創造去不同的韓國流行語，例如：“加油吧，超級力量” 和 “dang~當當當當當當”等。他也曾在《非首腦會談》展現俄語會話能力。

## 影視作品

### 綜藝節目
| 日期           | 頻道    | 節目名稱                   | 出演集數 | 備註                                     |
| 2012年11月17日 | MBC     | 《無限挑戰》               | EP304    | 介·醜·友慶典（上）                       |
| 2012年11月24日 | MBC     | 《無限挑戰》               | EP305    | 介·醜·友慶典（中）                       |
| 2012年12月1日  | MBC     | 《無限挑戰》               | EP306    | 介·醜·友慶典（下）                       |
| 2013年2月16日  | MBC     | 《無限挑戰》               | EP317    | 對決特輯（上）                           |
| 2013年2月23日  | MBC     | 《無限挑戰》               | EP318    | 對決特輯（下）                           |
| 2013年12月14日 | MBC     | 《無限挑戰》               | EP360    | 介·寂·朋派對（2）                        |
| 2013年12月21日 | MBC     | 《無限挑戰》               | EP361    | 介·寂·朋派對（3）                        |
| 2014年5月10日  | MBC     | 《無限挑戰》               | EP378    | 選擇2014（2）：個人拉票                  |
| 2014年5月31日  | MBC     | 《無限挑戰》               | EP381    | 選擇2014（5）：投票結果                  |
| 2015年2月22日  | MBC     | 《My Little Television》   | 試播     | 與Jessica (afreecaTV 主播)               |
| 2015年2月28日  | MBC     | 《My Little Television》   | 試播     | 與Jessica (afreecaTV 主播)               |
| 2015年3月14日  | MBC     | 《無限挑戰》               | EP419    | SIXTHMAN－秘密成員（1）                  |
| 2015年6月27日  | MBC     | 《無限挑戰》               | EP434    | 需要浪漫特輯                             |
| 2015年6月27日  | SBS     | 《同床異夢，沒關係沒關係》 | EP10     | 蔚山24小時被監視的女兒和像閉路電視的媽媽 |
| 2016年1月9日   | MBC     | 《無限挑戰》               | EP462    | 綜藝大會                                 |
| 2016年2月6日   | MBC     | 《無限挑戰》               | EP466    | 介·醜·友慶典2（上）（影片出演）          |
| 2016年7月23日  | MBC     | 《無限挑戰》               | EP490    | 糾紛調解委員會（上）                     |
| 2016年         | KBS     | 《Hello Friends》          |          |                                          |
| 2017年2月10日  | SBS     | 《叢林的法則》             | EP252    | 美娜多EP6                                |
| 2017年2月17日  | SBS     | 《 叢林的法則》            | EP253    | 美娜多EP7                                |
| 2017年2月24日  | SBS     | 《叢林的法則 》            | EP254    | 美娜多EP8                                |
| 2017年3月1日   | JTBC    | 《請給一頓飯Show 》        | EP20     | 與李常敏                                 |
| 2017年3月3日   | SBS     | 《 叢林的法則》            | EP255    | 美娜多EP9                                |
| 2017年5月27日  | KBS 2TV | 《柳熙烈的寫生簿》         | EP366    | 與洪真英                                 |
| 2017年7月12日  | MBC     | 《 Weekly Idol》           | EP311    |                                          |
| 2018年3月22日  | tvN     | 《人生酒館》               | EP63     | 與洪真英                                 |

### 固定綜藝
| 日期                          | 頻道     | 節目名稱                   | 備註                                                     |
| 2015年2月10日－2016年8月14日  | MBC      | 《真正的男人 》            | 固定出演                                                 |
| 2015年7月10日－2016年1月29日  | MBC      | 《我獨自生活 》            | 彩虹會員                                                 |
| 2015年12月5日－至今           | JTBC     | 《認識的哥哥 》            | 共同主持，姜鎬童、金希澈、李壽根、徐章煇、李常敏、閔庚勳 |
| 2017年5月23日－2017年9月26日  | JTBC     | 《和你在一起2 最美的愛情》 | 共同主持，尹正秀、劉敏相、李秀智、宋恩伊、金淑           |
| 2018年7月11日－2019年3月26日  | SBS Plus | 《外出用餐的日子》         | 共同主持，姜鎬童                                         |
| 2018年7月15日－2018年8月26日  | TV朝鮮   | 《窮遊去哪裡》             | 共同主持，盧弘喆、金希澈                                 |
| 2018年7月19日－2018年10月6日  | MBC      | 《公司食堂》               | 共同主持，成始璄、李常敏、趙優鐘、安炫牟                 |
| 2018年11月24日－2019年2月16日 | SBS      | 《三清洞外婆》             | 共同主持，Andy、Eric Nam、JooE、Stella Jang              |

## 音樂作品

### 單曲
| 年份   | 發佈日期 | 歌曲名稱                                                             | 合作歌手 |
| 2017年 | 4月19日  | Ring Ring（따르릉） （页面存档备份，存于）                           | 洪真英   |
| 2017年 | 12月9日  | An Ordinary Christmas（크리스마스 별거 없어） （页面存档备份，存于） | JeA      |
| 2018年 | 2月17日  | Andenayon（안되나용） （页面存档备份，存于）                         | 輝晟     |
| 2019年 | 11月21日 | Signal light(신호등) （页面存档备份，存于）                          |          |